# Stéphane Pallage
Stéphane Pallage (né en 1968 à Verviers en Belgique) est un universitaire québécois d'origine belge.

## Biographie
Pallage naît à Verviers et grandit à Malmedy, en Belgique.
Il commence ses études universitaires à l'Université de Liège, où il obtient une licence en administration des affaires en 1990.
En 1993, il décroche une maîtrise en administration industrielle (finance) de l'Université Carnegie-Mellon de Pittsburgh, aux États-Unis, où il complétera également un doctorat en économie en 1995 sous la direction de Finn E. Kydland et Víctor Ríos-Rull.
Il enseigne au Département des sciences économiques de l'École des sciences de la gestion de l'Université du Québec à Montréal de 1995 à 2017. Ses travaux de recherche portent principalement sur la macroéconomie, l'aide économique au développement et les mesures de lutte contre le travail des enfants.
De 2013 à 2017, il occupe la fonction de doyen de l'École des sciences de la gestion de l'Université du Québec à Montréal (UQAM).

### Recteur de l'Université du Luxembourg
En janvier 2018, il devient recteur de l'Université du Luxembourg, poste qu'il occupera jusqu'en décembre 2022. Durant son mandat, il dote cette université des programmes de médecine.
Interrogé sur la fonction des sciences humaines, il avance qu'« une société a besoin de sciences humaines fortes, d’un regard critique et honnête sur l’histoire, d’un éclairage factuel sur les grands débats sociétaux, d’experts capables de confirmer ce qui est un fait et ce qui n’en est pas un. Des sciences humaines fortes sont le garant d’une démocratie solide ».

### Recteur de l'Université du Québec à Montréal
Le 27 avril 2023, le gouvernement du Québec nomme Stéphane Pallage recteur de l'UQAM.
Depuis cette nomination, il promeut le projet de créer dans cette institution une faculté des sciences de la santé, incluant notamment la médecine, à laquelle seraient associés les chercheurs du domaine de la santé et des services sociaux de l'ensemble du réseau de l'Université du Québec. Il souhaite également participer activement à la revitalisation du Quartier latin, où est située l'UQAM, en créant un poste de vice-recteur consacré à ce dossier. Considérant que les règles actuelles de financement des universités désavantagent l'UQAM, car elles créent une « concurrence effrénée entre les universités » qui sont implantées à Montréal, Stéphane Pallage cherche à susciter une réforme en profondeur du modèle de financement des institutions universitaires.